# 博伊德 (蒙大拿州)
博伊德（英語：Boyd）是位於美國蒙大拿州卡本縣的普查規定居民點。

## 歷史
博伊德的郵局自1909年營運至今。

## 人口
根據2020年美國人口普查的數據，博伊德的面積為0.71平方千米，皆為陸地。當地共有人口19人，而人口密度為每平方千米26.76人。